# Airbus Helicopters H215
El Airbus Helicopters H215 (anteriormente denominado Eurocopter AS332 Super Puma) es un helicóptero utilitario de tamaño medio, bimotor y con rotor principal de cuatro palas, diseñado a partir del SA 330 Puma. Originalmente fue fabricado por la compañía francesa Aérospatiale y después por el Grupo Eurocopter (tras la integración de Aérospatiale en el grupo europeo), que cambió de nombre a la actual Airbus Helicopters, pasando a denominarse el modelo como H215. Realizó su primer vuelo el 13 de septiembre de 1978 y fue comercializado para ser usado tanto en el ámbito civil como en el militar. Este helicóptero tiene muchas versiones, incluyendo las adaptadas para búsqueda y rescate y guerra antisubmarina.

## Diseño y desarrollo
El H215 se fabrica en dos variantes: una multiusos enfocada a operaciones muy distintas entre sí, y otra con una cabina más corta, pero con mayor capacidad para la carga de pago. Así, se distingue entre una cabina de asientos más espaciados, con 17/19 asientos, o una cabina para tropas, con 20/22 asientos; ambas opciones permiten al helicóptero operar con una carga externa de hasta 4500 kg. Además, en las últimas versiones del H215 se incorporó el autopiloto de 4 ejes empleado en el modelo militar H225, el cual aporta asistencia, precisión, estabilidad y protección en toda la envolvente de vuelo, ayudando así a mejorar la eficiencia y seguridad de las operaciones.
La versión multifunción del H215 se compone de una cabina larga y reconfigurable, un amplio rango de opciones de equipamiento, cabina del piloto compatible con gafas de visión nocturna y capacidad de actuación para todo tipo de climas. Además, cubre todo el espectro de misiones de carácter civil, ampliando el tipo de misiones que se pueden realizar de manera aérea. La versión centrada en trabajo aéreo se compone de un fuselaje más corto que la descrita anteriormente, siendo por lo general de una configuración más ligera. Así, esta versión ofrece una capacidad óptima para la carga de pago, convirtiendo el H215 en el helicóptero más empleado en materia de trabajo aéreo y extinción de incendios. Esta versión también se puede configurar para otro tipo de misiones, como el transporte de pasajeros.  
| AS332 Super Puma - H215                   | AS332 Super Puma - H215 | AS332 Super Puma - H215 |
| Especificaciones                          | Corto                   | Largo                   |
| ----------------------------------------- | ----------------------- | ----------------------- |
| MTOW                                      | 8600 kg                 | 8600 kg                 |
| Carga de pago                             | 4038 kg                 | 3889 kg                 |
| Diámetro del rotor principal              | 15,60 m                 | 15,60 m                 |
| Diámetro del rotor de cola                | 3,04 m                  | 3,04 m                  |
| Alcance                                   | 642 km                  | 866 km                  |
| Autonomía                                 | 3h, 19 min              | 4h, 25 min              |
| Velocidad de crucero recomendada          | 252 km/h                | 252 km/h                |
| Velocidad de rotación del rotor principal | 265 rpm                 | 265 rpm                 |
| Techo de vuelo                            | 2300 m                  | 2300 m                  |

### Componentes
Referencias: skybrary.aero

#### Electrónica
| Sistema      | País | Fabricante | Notas     |
| ------------ | ---- | ---------- | --------- |
| Red de datos |      |            | ARINC 429 |

#### Propulsión

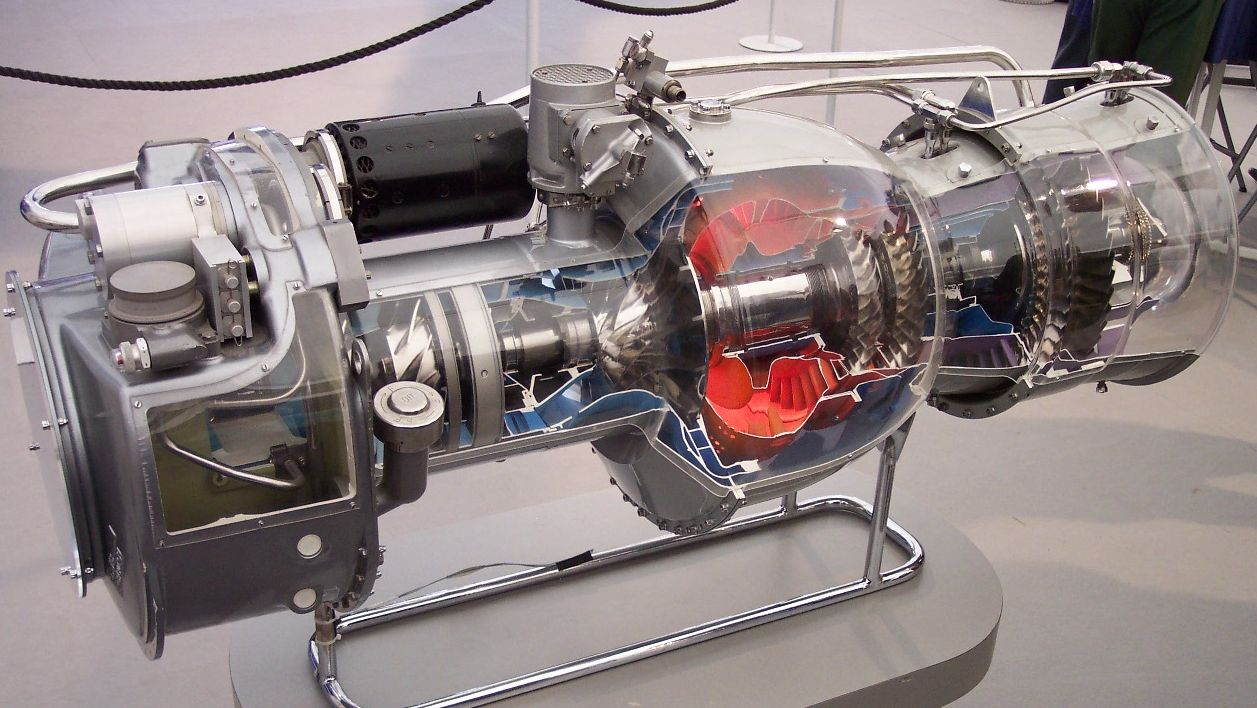
Turbomeca Makila 1A.

| Sistema | País    | Fabricante | Notas        |
| ------- | ------- | ---------- | ------------ |
| Motor   | Francia | Turbomeca  | 2× Makila 1A |

## Historia operacional
En España, el H215 entró en servicio en 1982 bajo la designación del Ejército del Aire y del Espacio HD.21/HT.21. El primero de los 12 ejemplares adquiridos por el Ejército del Aire y del Espacio en 1982 llegó a la base aérea de Cuatro Vientos, Madrid, el 22 de diciembre de dicho año. De estos 12 ejemplares, 10 eran de la versión SAR y 2 en configuración vip. Actualmente, el H215 presta servicio en el Ala 48 y en el Ala 46, concretamente en los Escuadrones 802 y 803 del SAR, y el Escuadrón 402 de transporte vip. La familia Super Puma se empleó en misiones internacionales como la Operación India-Mike en Mozambique, en el año 2000, para aeroevacuación y distribución de ayuda humanitaria entre otras misiones. Los Super Puma correspondientes al 803 Escuadrón fueron destinados a la Base de Apoyo Avanzado de Herat, en Afganistán, para realizar misiones CSAR limitado, MEDEVAC y SASEVAC, bajo el amparo de la International Security Assistance Force (ISAF).
En 2018, Babcock MCS España incorporó este modelo a su flota de helicópteros en España, para la extinción de incendios forestales. Tuvo operativos 4 helicópteros; el primero en la Base de Campillo de Paraviento (Cuenca), y los restantes en las bases BRICA (brigada de refuerzo contra incendios forestales) del plan INFOCA de la Junta de Andalucía, situadas en Aznalcóllar (Sevilla), Cártama (Málaga) y Jérez del Marquesado (Granada). Ese mismo año, Airbus Helicopters entregó su Super Puma número 1000 al Cuerpo de Policía alemán, que llevará a cabo misiones de salvamento marítimo.

## Variantes

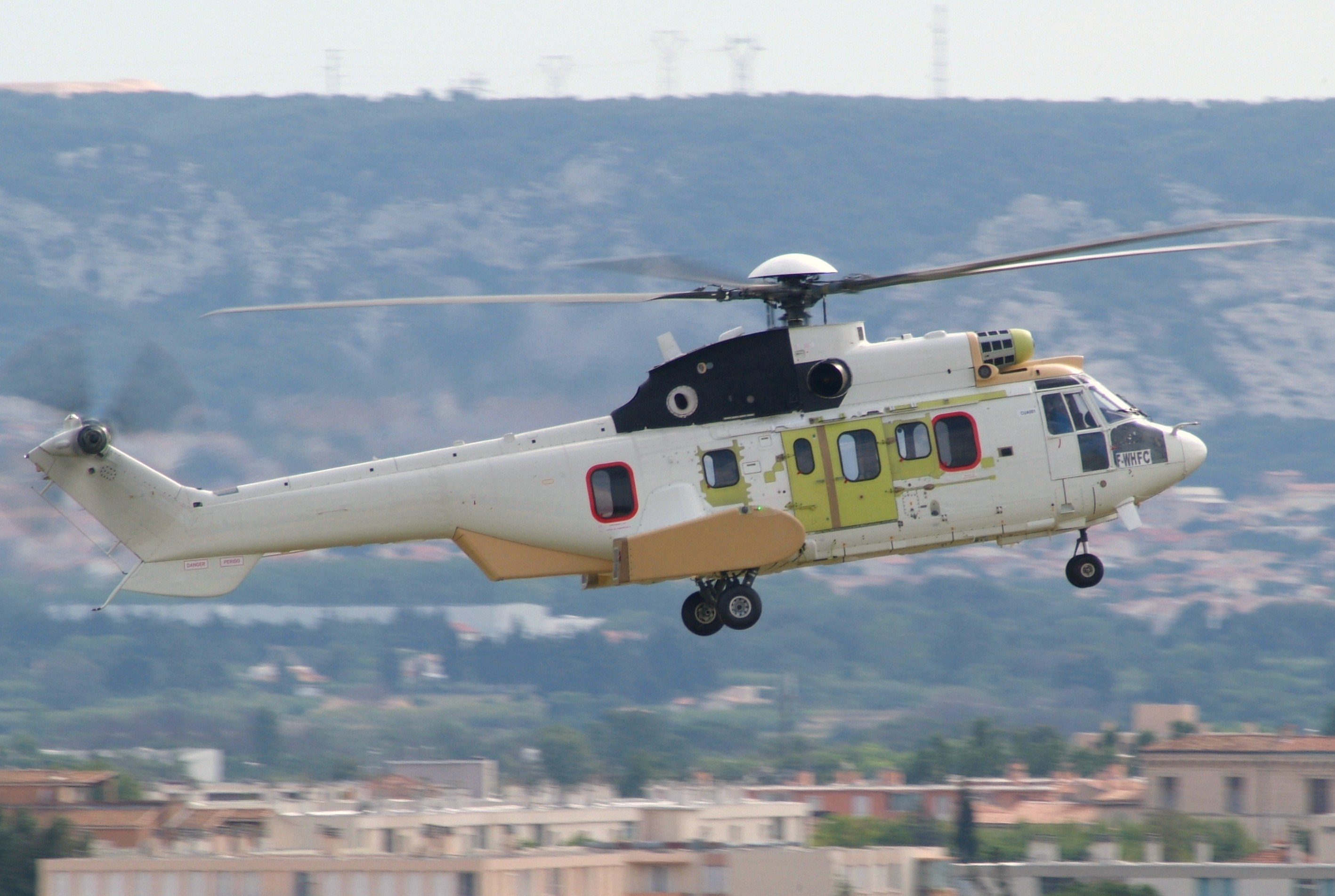
Eurocopter AS332L2 Super Puma.

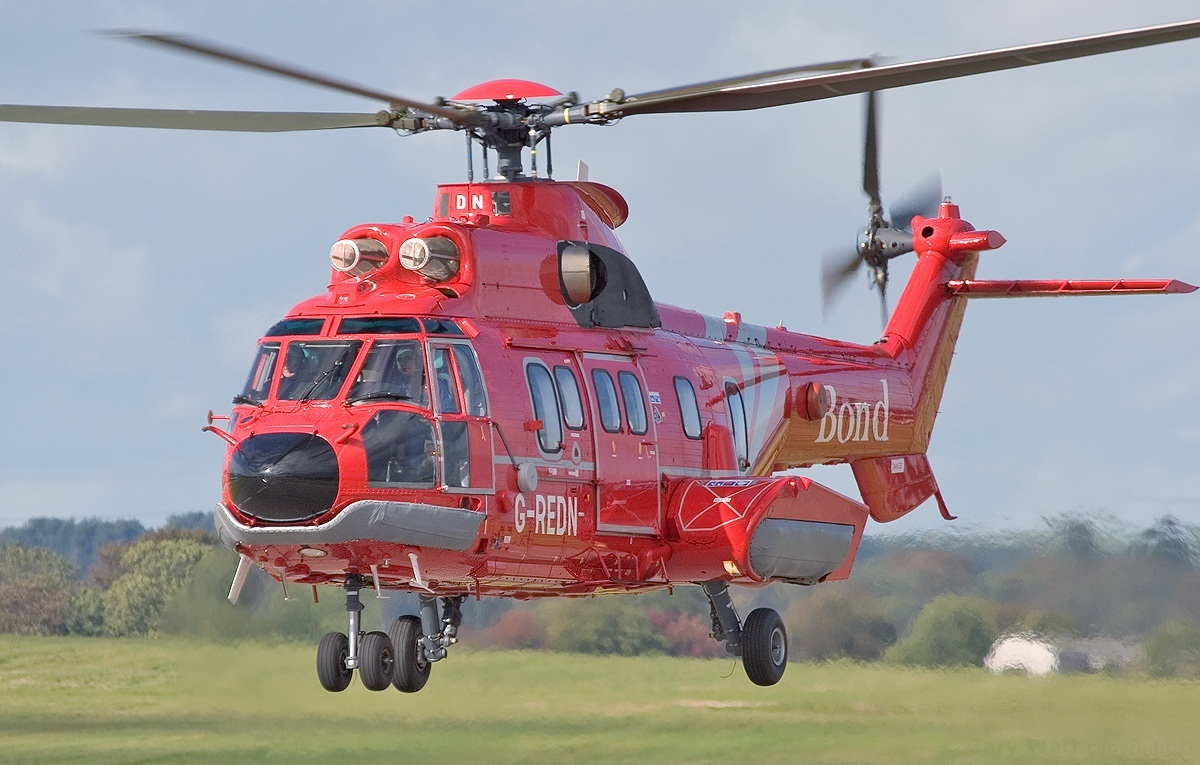
Eurocopter AS332L2 Super Puma Mk 2 de Babcock MCS España.

AS331
Prototipo.
AS332A
Versión civil de preproducción.
AS332B
Versión militar corta.
AS332B1
Versión militar corta con motores Makila 1A1 más potentes y otras modificaciones menores.
AS332C
Versión civil corta.
AS332C1
Versión civil corta con motores Makila 1A1 y otras modificaciones menores.
AS332F
Versión militar antisubmarina y antibuque.
AS332F1
Versión naval.
AS332L
Versión civil con fuselaje estándar (largo), con más espacio de cabina y mayor capacidad de combustible.
AS332L1
Versión L con motores Makila 1A1.
AS332L2 Super Puma Mk 2
Versión civil de transporte, equipada con un rotor Spheriflex, EFIS y sistema de control digital de motores DECU. Está dotada de dos motores Makila 1A2, aún más potentes que los Makila 1A1.
AS332L1e/C1e
Versiones idénticas a las L1/C1 con AHCAS (Advanced Helicopter Cockpit & Avionics System, similar al que equipa al EC225 y que incluye dos pantallas LCD por piloto y pantallas LCD para instrumentos de motor y sistemas VMD).
NAS332
Versión construida bajo licencia por IPTN, ahora Indonesian aerospace (PT. Dirgantara Indonesia).
VH-34
Designación de la Fuerza Aérea de Brasil para dos Super Puma de configuración vip.
H215
Nueva designación del modelo en Airbus Helicopters.

## Operadores

### Civiles
Alemania
- Policía Federal Alemana

 Azerbaiyán

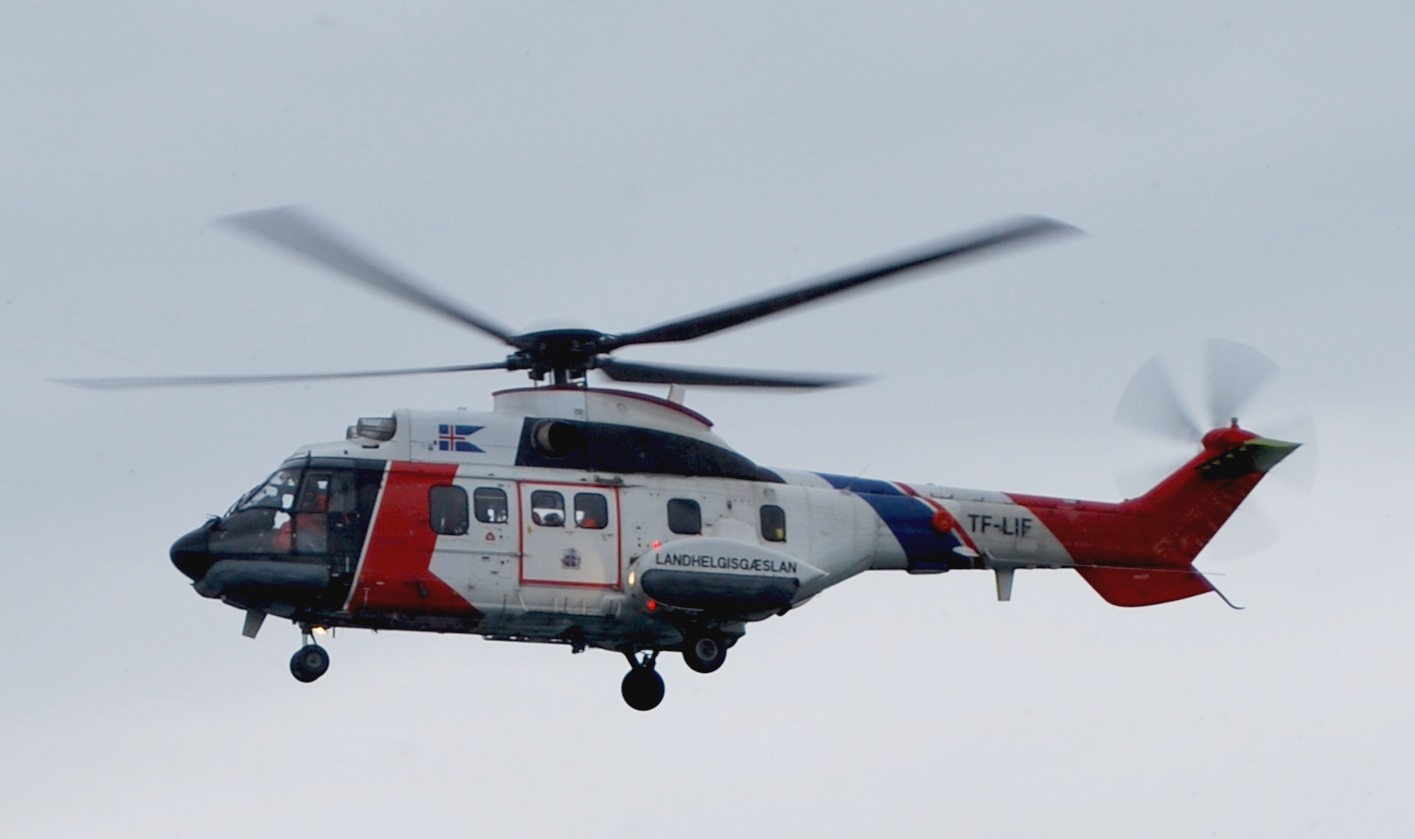
AS332 de los Guardacostas de Islandia.

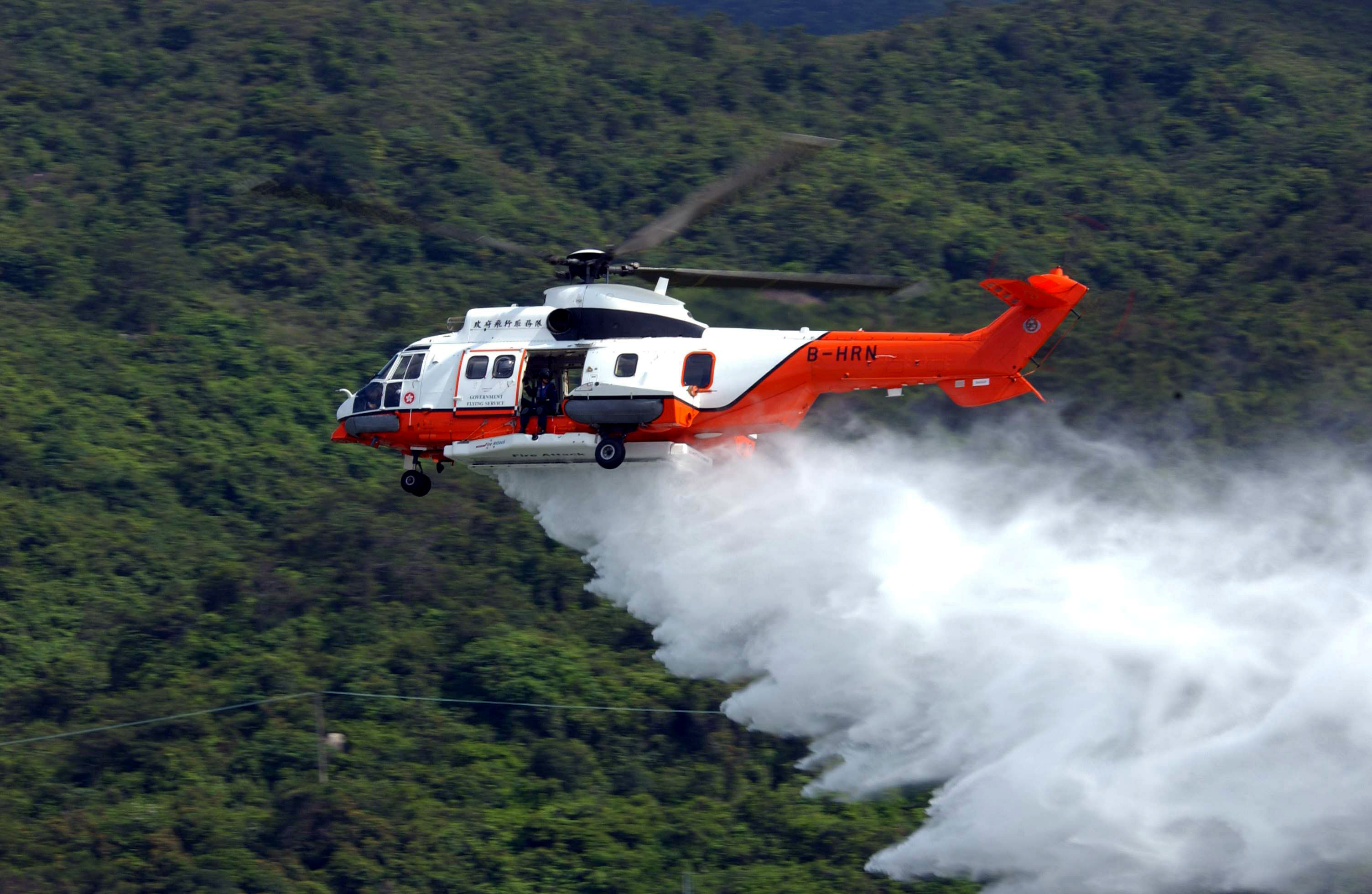
AS332L2 del Hong Kong Government Flying Service.

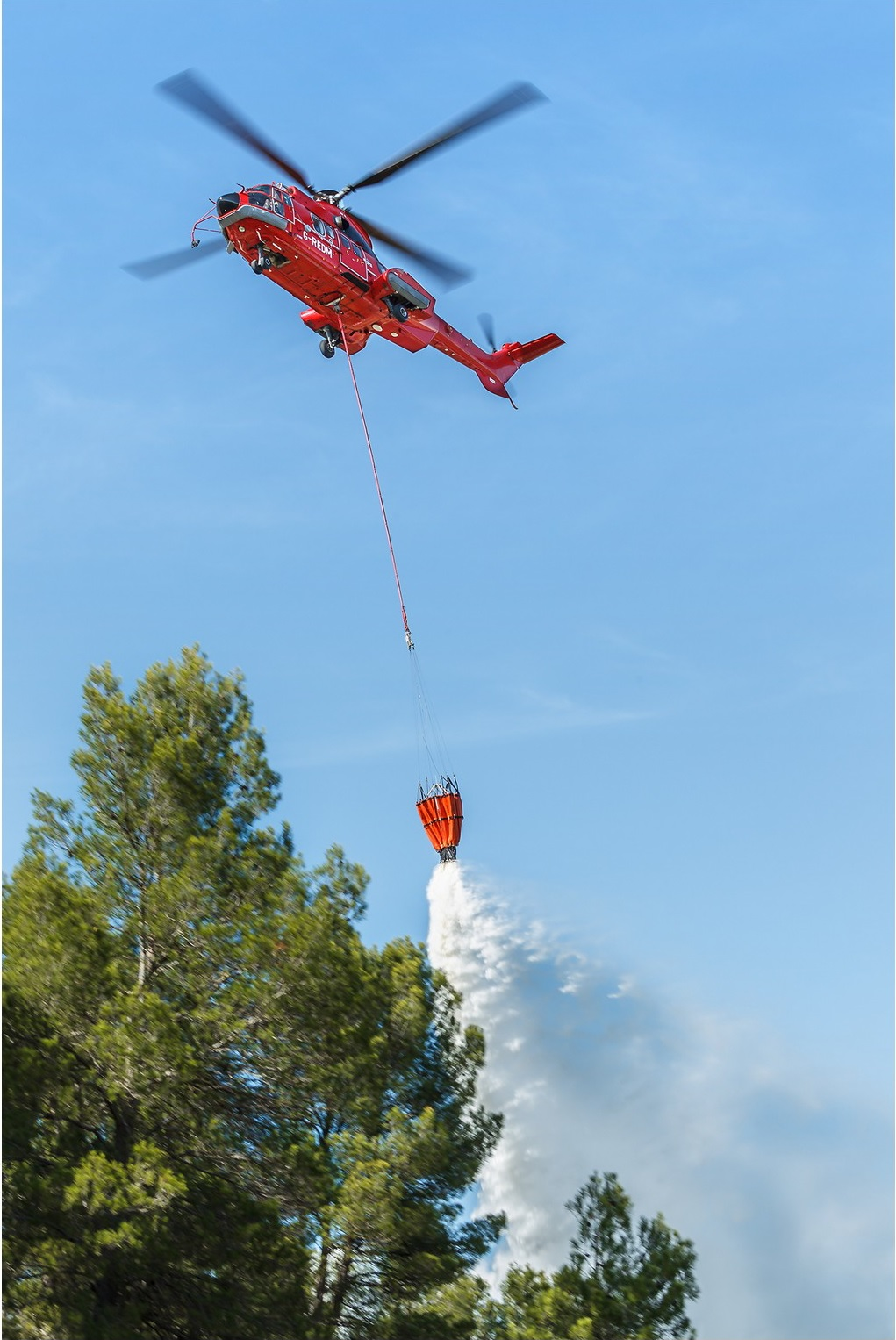
AS332L2 Super Puma Mk 2 Extinción Incendios Babcock MCS España.

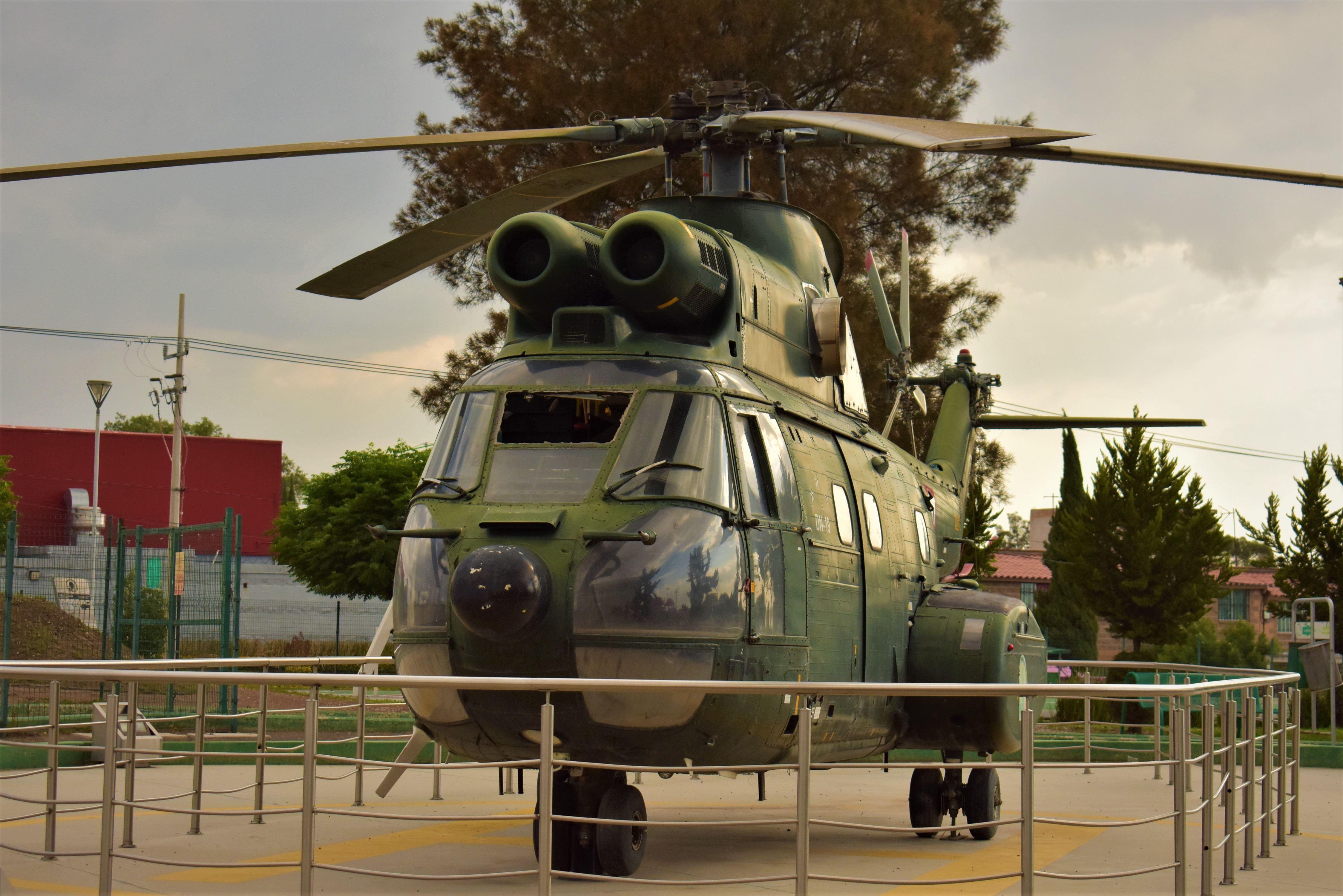
Helicóptero Super Puma de la "Fuerza Aérea Mexicana". Exhibido en el parque de la colonia Sierra Hermosa, Tecámac, Estado de México, México.

- Dos AS332L1 en servicio con Azerbaijan Airlines (AZAL) y usados para transporte marítimo de trabajadores a las plataormas petrolíferas del Mar Caspio, y para transportar pasajeros.[5]

 Brasil
- Petrobras

 Finlandia
- Guardacostas de Finlandia

 Noruega
- CHC Helicopter
- Norsk Helikopter
- Airlift AS

 Canadá
- CHC Helicopter
- Cougar Helicopters
- Las Fuerzas Canadienses tenían el Super Puma como candidato para reemplazar sus antiguos SH-3 Sea King, pero optaron por el Sikorsky S-92.

 España
- Babcock MCS España[6]

 Hong Kong
- Government Flying Service

 Islandia
- Guardacostas de Islandia

 México
- Comisión Federal de Electricidad: 1 AS332C, que actualmente se encuentra en el MUTEC.

 Malasia
- Malaysia Helicopter Services: contratados por PETRONAS para sus operaciones fuera del territorio de Malasia (exactamente en los Estados de Terengganu y Sarawak).

 Puerto Rico
- Autoridad de Energía Eléctrica de Puerto Rico

 Marruecos
- Gendarmería Real Marroquí

 Turquía
- Turkish Airlines

 Reino Unido
- Bristow Helicopters Ltd: tiene alrededor de 30 Super Puma en su flota de helicópteros.

### Militares
Arabia Saudita
- Marina Saudí: 332F.

 Argentina
- Ejército Argentino: 332B.
- Prefectura Naval Argentina[7]

 Bolivia

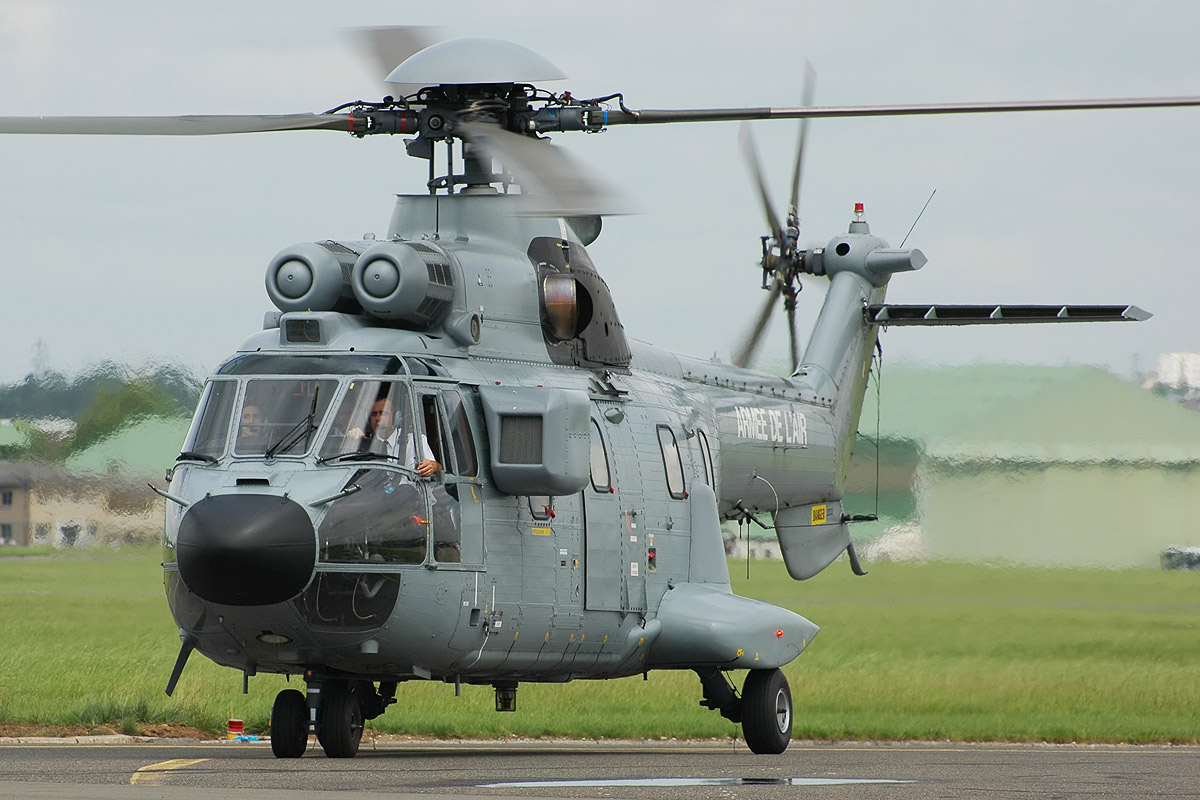
Eurocopter AS 332 Super Puma francés en el Paris Air Show 2007.

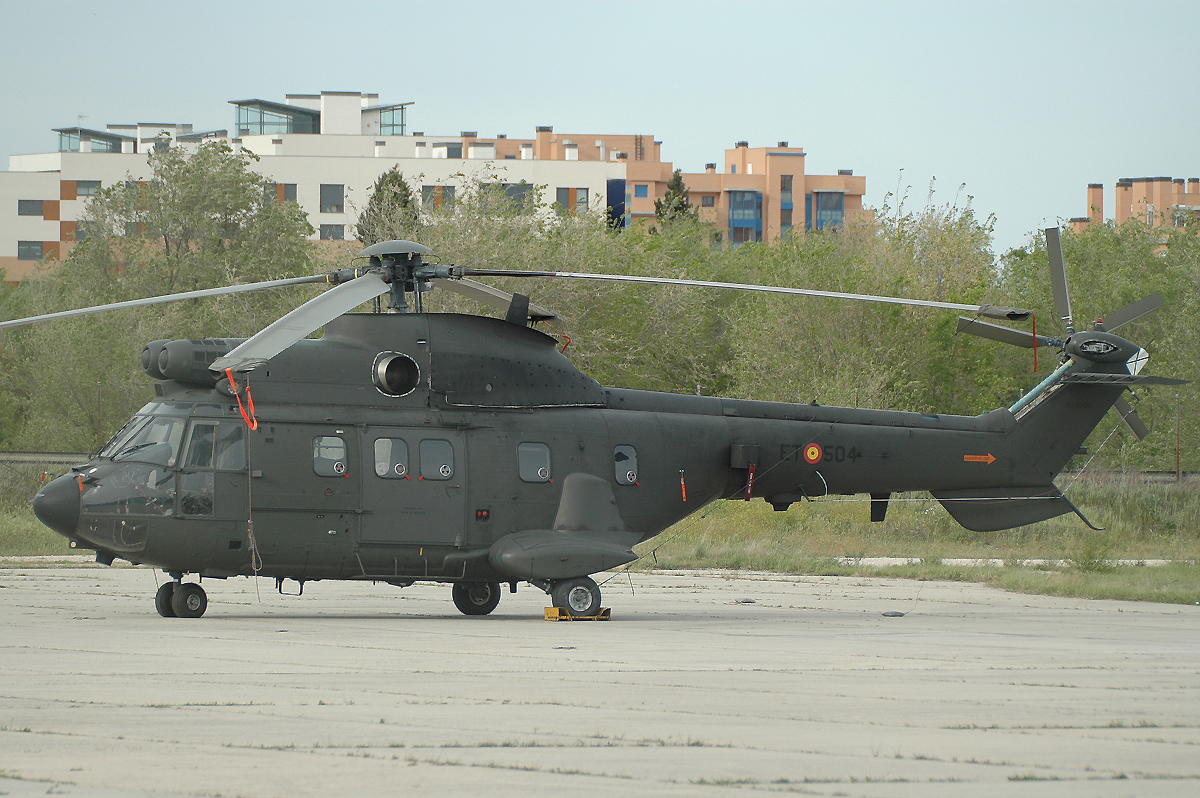
Aerospatiale AS-332B1 Super Puma del Ejército de Tierra de España.

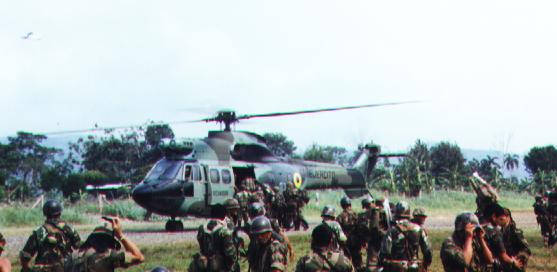
Super Puma ecuatoriano durante un relevo de tropas en la Guerra del Cenepa.

- Fuerza Aérea Boliviana: 6 AS332 C1e encargados[8]

 Brasil
- Ejército Brasileño: 532UE.
- Marina de Brasil: 532MK1.
- Fuerza Aérea Brasileña: 532MK1.

 Chile
- Ejército de Chile: 332B, 332M1 y 532 MK1+.
- Armada de Chile: 332F1 (6 unidades adquiridas, 1 perdida en accidente).

 Ecuador
- Ejército del Ecuador: 332M.

 España
- Ejército del Aire y del Espacio de España: 332B, 332B1, 332L, 332L1 y 332C1.
- Ejército de Tierra de España: 332B

 Grecia
- Fuerza Aérea Griega: 332C.

 Indonesia
- Fuerza Aérea de Indonesia
- Marina de Indonesia

 Kuwait
- Fuerza Aérea de Kuwait: 332M.

 México
- Fuerza Aérea Mexicana

 Omán
- Real Fuerza Aérea de Omán

 Perú
- Ejército del Perú: 332M.

 Nigeria
- Fuerza Aérea Nigeriana: 332B.

 Singapur
- Fuerza Aérea de Singapur: 332M.

 Suiza
- Fuerza Aérea Suiza: 332M.

 Suecia
- Fuerza Aérea Sueca

 Tailandia
- Real Fuerza Aérea de Tailandia

 Venezuela
- Aviación Nacional de Venezuela: 332B.

 Vietnam
- Fuerza Aérea de Vietnam: 332L.

## Accidentes

Vuelo 56C de Bristow Helicopters, 1995.

- 14 de marzo de 1992: un Super Puma con indicativo G-TIGH perdió el control, cayendo al Mar del Norte. 11 de los 17 ocupantes murieron.[9]
- 19 de enero de 1995, vuelo 56C de Bristow Helicopters: un Super Puma con indicativo G-TIGK y operado por Bristow Helicopters realizó un amerizaje en el Mar del Norte tras recibir el impacto de un rayo en su rotor de cola. No hubo muertos, aunque se perdió la aeronave.
- 18 de marzo de 1996: un AS332 con matrícula LN-OMC, operado por Airlift desde el Aeropuerto de Svalbard, se estrelló en Wijdefjorden. No hubo víctimas mortales.
- 8 de septiembre de 1997: un AS332L1 con número de cola LN-OPG, operado por Helikopter Service AS desde Brønnøysund al campo petrolífero Norne (Norne oil field), sufrió un fallo catastrófico en la caja de engranajes principal y se estrelló, muriendo sus 12 ocupantes.[10] Eurocopter aceptó algunas pero no todas las recomendaciones de la AAIB/N.[11]
- 11 de agosto de 2000: un HKP-10 Super Puma de la Fuerza Aérea Sueca se estrelló contra un acantilado en las montañas Kabnekaise durante una misión de rescate de montaña. Los tres tripulantes a bordo murieron, y el aparato quedó totalmente destruido. Solo se recuperó alrededor del 70% de la aeronave, por lo que fue imposible determinar la causa del accidente.[cita requerida]
- 18 de noviembre de 2003: un helicóptero HKP-10 Super Puma de la Fuerza Aérea Sueca se estrelló durante unos ejercicios de adiestramiento nocturno en el mar. Seis de los siete tripulantes murieron. El SSRS Märta Collin, un buque que participaba en los ejercicios, rescató al único superviviente del mar.[cita requerida]
- 21 de noviembre de 2006: un Eurocopter AS332L2 de Búsqueda y Rescate amerizó en el Mar del Norte. El helicóptero estaba equipado con dos balsas de salvamento de inflado automático, pero ninguna de las dos se activó. La Comisión de Seguridad Holandesa emitió un aviso.[12]
- 1 de abril de 2009: un AS332L2 Super Puma de Bond Offshore Helicopters se estrelló en el Mar del Norte con 16 personas a bordo. No hubo supervivientes. La Comisión de Investigación de Accidentes Aéreos (AAIB), en su informe preliminar, indicó que el accidente se debió a un fallo catastrófico en la caja de engranajes del rotor principal.[13][14]
- 11 de noviembre de 2011: el aparato con matrícula XC-UHP, un AS332L Super Puma de la Coordinación General de Transportes Aéreos Presidenciales (CGTAP) de México se estrelló en la región de Amecameca, al sur de Ciudad de México. El Secretario de Interior de México, Francisco Blake Mora, falleció en este accidente, junto a otros siete ocupantes.[15]
- 28 de marzo de 2012: un Super Puma de la Fuerza Aérea de Venezuela se estrelló durante una operación antidroga en el Estado de Apure, muriendo los siete tripulantes a bordo.[16]
- 3 de agosto de 2012: un Super Puma medicalizado del Ejército del Aire de España volcó durante una toma en polvo en una misión sanitaria a 50 kilómetros al norte de Bala Murghab (Afganistán). No hubo heridos de consideración. La tripulación fue rescatada y el helicóptero recuperado por el aire con un helicóptero Chinook del Ejército de Tierra de España. El accidente y la posterior recuperación del helicóptero sirvieron como base para el guion de la película española Zona Hostil, estrenada en 2017.
- 21 de marzo de 2013: durante un ejercicio, un Super Puma de la Policía Federal Alemana colisionó con un Eurocopter EC155 durante el aterrizaje sobre una superficie con nieve (whiteout conditions) en el Estadio Olímpico de Berlín, Alemania, destruyendo ambos aparatos y matando al piloto del EC155, además de causar heridas a numerosas personas presentes.[17]
- 23 de agosto de 2013: el helicóptero Super Puma L2 G-WNSB experimentó una (aún inexplicable) pérdida de velocidad durante una baja aproximación y amerizó en el Mar del Norte, 3,2 km al oeste del Aeropuerto de Sumburgh, aproximadamente a las 18:20 (hora local). El helicóptero sufrió un fuerte impacto y se volteó justo después de golpear la superficie del mar. Sin embargo, el sistema de flotabilidad funcionó y mantuvo la aeronave a flote. Cuatro pasajeros murieron, mientras que los dos tripulantes y otros 12 pasajeros fueron rescatados, la mayoría con heridas. Hasta la fecha, la AAIB ha declarado que el accidente no fue causado por un fallo mecánico.[18][19][20][21]
- 19 de marzo de 2014: durante un ejercicio de adiestramiento SAR nocturno con un navío de la Armada Española, un AS332B Super Puma del 802 Escuadrón SAR del Ejército del Aire de España cayó al mar en las proximidades de la Isla de Fuerteventura, en las Islas Canarias. 4 de los 5 tripulantes murieron en el acto, incluyendo 3 pilotos y un mecánico de vuelo/operador de grúa. No se recibió aviso de socorro por parte de la tripulación, por lo que se apunta al error humano (desorientación del piloto) como causa más probable del accidente. El helicóptero fue recuperado del mar un mes después del desastre.[22]
- 22 de octubre de 2015: un AS332B Super Puma del 802 Escuadrón del Ejército del Aire de España se estrelló en el mar a 64 km al suroeste de Villa Cisneros (Sáhara Occidental). Los tres tripulantes a bordo murieron. El accidente está aún en investigación.[23]
- 13 de septiembre de 2021: Un Super Puma pierde el control en Sierra Bermeja, Málaga.

## Especificaciones (AS 332L1)

### Características generales
- Tripulación: Dos (pilotos)
- Capacidad:

- 24 pasajeros o
- 6 camillas y 9 asientos

- Longitud: 14,5 m (47,5 ft)
- Diámetro rotor principal: 15,1 m (49,5 ft)
- Altura: 4,9 m (16,1 ft)
- Peso vacío: 4096 kg (9027,6 lb)
- Peso útil: 4100 kg (9036,4 lb) 9040
- Peso máximo al despegue: 8000 kg (17 632 lb)
- Planta motriz: 2× turboeje Turbomeca Makila 1A1.
  - Empuje normal: 1357 kN (138 373 kgf; 305 067 lbf) de empuje cada uno.

### Rendimiento
- Velocidad máxima operativa (Vno): 288 km/h (179 MPH; 156 kt)
- Velocidad crucero (Vc): 245 km/h (152 MPH; 132 kt)
- Alcance: 407 km (220 nmi; 253 mi)
- Techo de vuelo: 6000 m (19 685 ft)
- Régimen de ascenso:  8.2

### Aviónica
- 2x Radio altímetro Thales AHV-16
- VOR, DME, ADF y radio Collins
- GPS Canadian Marconi CMA3024
- Sistema de piloto automático Canadian Marconi CMA9000 con modo de búsqueda SAR

## Aeronaves relacionadas

### Desarrollos relacionados
- Aérospatiale SA 330 Puma
- Eurocopter AS 532 Cougar
- Eurocopter EC225 Super Puma

### Aeronaves similares
- Sikorsky S-92
- Mil Mi-17

### Secuencias de designación
- Secuencia SA /AS/EC_ (interna de Eurocopter): ← H160 - EC175 - EC225 Super Puma - AS332 Super Puma - AS350 - AS355 - SA/AS365 Dauphin →
- Secuencia H_ (interna de Airbus): ← H155 - H160 - H175 - H215 - H215M - H225 - H225M →
- Secuencia Hkp/HKP _ (Helicópteros de la Fuerza Aérea sueca): ← Hkp 5 - HKP 6 - HKP 9 - HKP 10 - HKP 11 - HKP 14 - HKP 15 →
- Secuencia B.H._ (Helicópteros de la Real Fuerza Aérea tailandesa): ← B.H.6/K/Kh/Ng - B.H.7 - B.H.8 - B.H.9 - B.H.10 - B.H.11
- Secuencia H._ (Helicópteros del Ejército del Aire español, 1978-presente): ← HU.18 - HT/HD.19 - HE.20 - HU/HD/HT.21 - HU.22 - HS.23 - HE.24 →